# Reginald Barclay
Reginald Endicott "Reg" Barclay III es un personaje ficticio de la serie Star Trek: La nueva generación interpretado por el actor Dwight Schultz. Es un talentoso ingeniero de sistemas de diagnóstico de la Flota Estelar. Sirvió en el USS Zhukov antes de ser transferido al USS Enterprise (NCC-1701-D) en el año 2366.

## Enterprise
Allí se convirtió en un importante miembro de la nave aunque no fue un miembro vital de la tripulación. Con el tiempo él incluso vio a la tripulación de la Enterprise como familia. Desarrolló una buena amistad con Geordi La Forge y Deanna Troi. Cuando el Enterprise-D fue destruida, él también se convirtió luego en miembro de la Enterprise-E por un tiempo. Después fue reclutado para el proyecto Pathfinder en la Tierra.

## Voyager
El personaje de Barclay vuelve a aparecer en la serie Star Trek: Voyager en donde aparece como asistente del doctor Lewis Zimmerman, un ampuloso, intolerante y aislado científico adscrito a la Base Júpiter de la Federación, (temporada 2 episodio 1: Proyecciones) aunque solo se trataba de una proyección holográfica) y volverá a aparecer en temporadas posteriores como parte del equipo Pathfinder que intenta traer de regreso a la nave Voyager del cuadrante Delta. 
Obsesionado con el proyecto a causa de su soledad desde que fue separado del Enterprise, Barclay crea una versión completa de la nave con todos sus tripulantes en donde se desenvuelve con soltura y aplomo, a diferencia de su habitual timidez, dedica tanto tiempo a este pasatiempo que es declarado como dependencia a las holocubiertas y enviado a terapia; tiene un gato llamado Neelix.
Finalmente él consigue lo imposible y contactar con la Voyager por un tiempo. Durante ese tiempo él consigue entregarles información tecnológica para que hubiese contacto mutuo entre Voyager y la Tierra de forma constante pero corta. Así lo convierten en la Voyager en miembro honorífico de la nave. Con el tiempo tanto él como Harry Kim y Siete de Nueve pudieron incluso mejorar el contacto entre la Voyager y la Tierra e incluso pudieron así crear una comunicación visual diaria por 11 minutos. Durante ese tiempo también recibe la ayuda de Deanna Troi en su trabajo. Por su labor al respecto él recibe luego el Premio Daystrom.
En el episodio final Fin del juego, Barclay aparece como un profesor de la Academia de la Flota Estelar con el rango de Comandante.

## Personalidad
La personalidad de Barclay es contraria a su ingenio ya que siempre parece estar nervioso y con falta de confianza, tartamudeando profusamente, y es conocido por ser muy solitario e introvertido. Barclay tiene tendencia a pasar mucho tiempo en la holocubierta donde se siente más cómodo y seguro que en las interacciones sociales reales. Barclay es hipocondríaco y sufre de una grave fobia al teletransportador, aunque luego superó este temor psicológico.